# 桂よね吉
桂 よね吉（かつら よねきち、1971年12月10日 - ）は、京都府京都市下京区出身の落語家。本名∶清水 竜成。所属事務所は米朝事務所。上方落語協会会員。
詫間電波工業高等専門学校を経て、九州工業大学情報工学部の3年次に編入学後、卒業。高専時代は落研に所属しその頃に桂米朝のレコードを聴いて感動し噺家になることを決意。一度米朝の自宅に行き弟子入りの直訴をしたが断られた。その後1995年12月13日に米朝門下の桂吉朝に入門。1996年4月10日、太融寺での「吉朝学習塾」にて初舞台。　
愛称は「よねりん」。

## 出演番組
- ぐるっと関西おひるまえ（NHK大阪、水曜・木曜・金曜11:30 - 12:00、2008年4月 - ） - 司会
- ちりとてちん（NHK大阪※全国放送、2007年10月24日 - 2008年3月26日）- 万葉亭柳眉 役
- ぐるっと関西プラス（NHK大阪、毎週土曜11:00 - 11:54、2008年3月まで）
- ゆうどき 関西発（NHK大阪※全国放送、2014年度） - マスコットキャラクター『ゆうどき とらのすけ』の声
- わが心の大阪メロディー（NHK大阪※全国放送、2015年 - ） - くいだおれ太郎の声（2014年は兄弟子の吉弥が担当）
- 古典芸能への招待 吉例顔見世興行 (NHKEテレ、2020年12月27日）- MC

## 受賞歴
- 1999年「ABCお笑い新人グランプリ」新人賞
- 2007年「NHK新人演芸大賞」落語部門大賞
- 2009年「東西若手落語家コンペティション2008グランドチャンピオン大会」優勝
- 2020年「繁昌亭大賞」

## 改名歴
- 2004年1月11日 「米吉」→「よね吉」
  - 米吉の名前の由来は、大師匠・桂米朝の「米」に、師匠の「吉」、の2字をつなげたもの。その後字画が悪いということで米が平仮名になった。